# Mateo Segade Bugueiro
Mateo Segade Bugueiro (Trasigresias, Mellid, 1605 - Murcia, 26 de agosto de 1672), conocido también como Mateo de Sagade Lazo de Bugueiro, fue colegial mayor de Santa Cruz de Valladolid, catedrático de Filosofía y de Prima de Teología en Valladolid; canónigo magistral de Astorga y de Toledo, arzobispo de México, obispo de Cádiz, de León y de Cartagena.

## Biografía
El arzobispo Don Mateo Segade Bugueiro era hijo del Capitán Mateo de Segade, escribano de la jurisdicción de Boente, natural de la Casa de Segade (San Cosme de Abeancos, Mellid) y vecino de Trasigrexas (San Pedro de San Román, Santiso), y de Ana Bugueiro hija del clérigo Juan Bugueiro, párroco de Folladela y de Xubial y de Teresa Álvarez Luaces. Fruto del matrimonio entre el Capitán Mateo de Segade y de Ana Bugueiro nacen María de Segade Bugueiro, Lucía Segade Bugueiro (madre del Caballero de Santiago Don Antón Varela de Segade),  Don Mateo Segade Bugueiro y el Capellán Don Pedro de Segade Bugueiro.
Existe disparidad de opiniones sobre el lugar exacto de nacimiento de Don Mateo Segade Bugueiro, unos defienden que nace en la aldea de Segade, perteneciente a la feligresía de San Cosme de Abeancos (Mellid) mientras que otros sostienen que el lugar de nacimiento se sitúa en la aldea de Trasiglesias o Trasirexe, perteneciente a la parroquia de San Pedro de San Román (Santiso). Lo que si se sabe es que nace en el año 1605 y que es bautizado en la iglesia parroquial de San Pedro de San Román (en Santiso), el 20 de octubre de 1605. 
Fallece el padre de Don Mateo cuando este era niño, por lo que su madre Doña Ana Bugueiro traslada a toda la familia a vivir a Melide, villa en la cual Mateo y su hermano Pedro inician sus primeros estudios en el Convento del Sancti Spiritus, con vistas a la orientación sacerdotal, instruyéndose en latín y humanidades. A los dieciocho años se matricula en artes (filosofía) en la Universidade de Santiago y cursa estudios de Teología entre 1626 y 1634. En eses años es cuando recibe la ordenación sacerdotal. Se sabe que fue Rector del Colegio de Fonseca y catedrático de Humanidades en el mismo colegio santiagués entre los años 1631 y 1634. 
A comienzos de 1635 se posesiona como Magistral de Astorga, cargo conseguido mediante oposición. Compagina este cargo con otros de índole docente en la Universidad de Valladolid, tanto como Colegial y Rector tanto en el Mayor de Santa Cruz (en el año 1638) como de Catedrático de Prima de Filosofía (en el año 1639), además de Durando (en 1642) y de Sagrada Escritura (en 1643). Simultaneaba dichos cargos docentes con otros cargos de tipo honorífico e institucional como Visitador de las Diócesis de Zamora, Sigüenza y  Santiago de Compostela, Juez del Tribunal de la Inquisición en Burgos, entre otros.
En el año 1646 gana la  Lectoría de la Catedral de Toledo, convirtiéndose en Capellán del Ilustre Colegio de las Cien Doncellas, Examinador General del Arzobispado de Toledo, además de cargos en la Corte de Felipe IV, como Consejero de Estado, lo que le supone el poder gozar del favor del rey, lo que culminará en su nombramiento episcopal. En el año 1654 es presentado por el rey Felipe IV para cubrir la vacante producida en la archidiócesis de México. Don Mateo es nombrado Arzobispo de México por el papa Bonifacio VII en el año 1655, pero no viaja hasta la sede episcopal hasta el año siguiente. En México a pesar de que desempeña una importante función pastoral, mantiene una pésima relación con el virrey de España en México, Alburquerque, porque Don Mateo proclamara unos edictos en contra del contrabando del pulque (un tipo de bebida) y por otras cuestiones referentes a los nativos, eso hace que entable contenciosos tanto con el virrey como con ciertos estamentos eclesiásticos. Con motivo de esos contenciosos el rey le manda regresar a la corte, en el año 1661, y a principios de 1662 Don Mateo debe rendir cuentas ante el Consejo de las Indias, del que resulta bien parado, estrechando la relación con el monarca Felipe IV. 
En ese año de 1662 en tanto no se solucionaba el arbitrio del contencioso, por parte del Consejo de Indias, Don Mateo se traslada a Melide donde inicia los preparativos de lo que sería la Obra Pía de San Antón, que se iniciaría años más tarde (1671). 
En mayo de 1662 queda vacante la Diócesis de Cádiz, y se concibe en las altas instancias políticas del reino que era un buen pretexto para solucionar el conflicto pendiente, haciéndose el nombramiento de Segade Bugueiro como obispo de la Sede Episcopal gaditana, aunque ese mismo año queda vacante la Diócesis de León para la que se propone a Don Mateo en agosto de 1662. En el verano de 1663 queda vacante la Sede Episcopal de Cartagena (Murcia), para la que se propone a Segade Bugueiro, siendo confirmada por el Papa en enero de 1664. Se hace cargo de ella el mes de agosto de 1664, manteniéndose al frente de la misma hasta la fecha de su muerte ocho años más tarde. 
Fallece en 28 de agosto de 1672 y es enterrado en la Capilla de la Purísima en el Trascoro de la Catedral de Murcia. 
Un año antes de su muerte constituye en firme la fundación de la Obra Pía de San Antón de Melide, sufragando doce capellanes para instruir en primeras cátedras de letras y gramática, dirigidas a niños de las clases más desfavorecidas. También dota cátedras de filosofía y teología en el convento de Sancti Spiritus de Melide, además de asegurar servicios religiosos y devocionales. Se inician las obras de dicha Obra Pía en el año 1671 bajo la dirección de obras del maestro González de Celis y sobre planos del arquitecto Domingo de Andrade. Don Mateo fallece antes de ver culminada su obra, por lo que se hace cargo de las mismas su sobrino Don Antón Varela Segade (que cambia el orden de sus apellidos en el año 1677 para convertirse en caballero de la Orden de Santiago). Una vez terminadas las obras Don Antón se convierte en el primer partrono regidor de la Obra Pía que permanece en uso hasta el siglo XIX.
| Predecesor: Marcelo López de Azcona | Arzobispo de México 1655-1662 | Sucesor: Alonso de Cuevas Dávalos |
| Predecesor: Fernando de Quesada     | Obispo de Cádiz 1662          | Sucesor: Alfonso Pérez de Humanes |
| Predecesor: Juan Bravo Lasprilla    | Obispo de León 1662-1664      | Sucesor: Juan de Toledo           |
| Predecesor: Juan Bravo Lasprilla    | Obispo de Cartagena 1664-1672 | Sucesor: Francisco de Rojas Borja |